# McLaren M14A
O M14A/D foi um dos modelos da McLaren das temporadas de 1970 e 1971 da F1.
Foi guiado por pilotos como Peter Gethin, Dan Gurney, Denny Hulme, Bruce McLaren e Jackie Oliver.
McLaren